# КК Бајерн Минхен
КК Бајерн Минхен (енгл. FC Bayern München Basketball) немачки је кошаркашки клуб из Минхена. Део је спортског друштва ФК Бајерн Минхена, а у сезони 2023/24. такмичи се у Бундеслиги Немачке и у Евролиги. 

## Историја
Бајерн Минхен има дугу кошаркашку традицију. Најуспешније године овог клуба су биле 1950-е и 1960-е када су и освојене прве титуле (Првенство Немачке (1954. и 1955), као и Куп Немачке (1968). Године 1966. били су једни од клубова оснивача немачке лиге.
Наредних година клуб није имао веће успехе, и 1974. је испао у другу лигу. Много година после тога клуб се никако није могао опоравити и имао је само неколико успешних година када су се вратили у највиши ранг (од 1987. до 1989). 
Године 2010. клуб је уз помоћ фудбалске секције Бајерна стао на ноге и полако почео да се пробија у врх немачке кошарке. Наредне године Бајерн се вратио у Бундеслигу, а 2014. коначно је поново стигао и до титуле првака државе.

## Успеси

### Национални
- Првенство Немачке: 
  - Првак (7): 1954, 1955, 2014, 2018, 2019, 2024, 2025.
  - Вицепрвак (3): 2015, 2021, 2022.

- Куп Немачке: 
  - Победник (5): 1968, 2018, 2021, 2023, 2024.
  - Финалиста (2): 2016, 2017.

- Суперкуп Немачке: 
  - Финалиста (1): 2014.

## Учинак у претходним сезонама
| Сез.     | Првенство Немачке | Куп Немачке   | Европско такмичење      | Европско такмичење |
| -------- | ----------------- | ------------- | ----------------------- | ------------------ |
| 2011/12. | Четвртфинале ПО   | —             | Еврокуп — Топ 32        |                    |
| 2012/13. | Полуфинале ПО     | Полуфинале    | —                       |                    |
| 2013/14. | Првак             | Полуфинале    | Евролига — Топ 16       |                    |
| 2014/15. | Вицепрвак         | Четвртфинале  | Евролига — Топ 24       |                    |
| 2014/15. | Вицепрвак         | Четвртфинале  | Еврокуп - Осмина финала |                    |
| 2015/16. | Полуфинале ПО     | Финалиста     | Евролига — Топ 24       |                    |
| 2015/16. | Полуфинале ПО     | Финалиста     | Еврокуп — Четвртфинале  |                    |
| 2016/17. | Полуфинале ПО     | Финалиста     | Еврокуп — Четвртфинале  |                    |
| 2017/18. | Првак             | Победник      | Еврокуп — Полуфинале    |                    |
| 2018/19. | Првак             | Четвртфинале  | Евролига — 11. место    |                    |
| 2019/20. | Четвртфинале ПО   | Осмина финала | Евролига (прекинуто)    |                    |
| 2020/21. | Вицепрвак         | Победник      | Евролига — Четвртфинале |                    |
| 2021/22. | Вицепрвак         | Четвртфинале  | Евролига — Четвртфинале |                    |
| 2022/23. | Полуфинале ПО     | Победник      | Евролига — 15. место    |                    |
| 2023/24. | Првак             | Победник      | Евролига — 15. место    |                    |
| 2024/25. | Првак             | Полуфинале    | Евролига — Плеј ин      |                    |

## Познатији играчи
| - Робин Бенцинг - Џон Брајант - Демонд Грин - Малком Делејни - Нихад Ђедовић - Јан Хендрик Јагла - Бо Макејлеб - Василије Мицић - Тајрис Рајс | - Алекс Ренфро - Лоренс Робертс - Душко Савановић - Борис Савовић - Јотам Халперин - Штефен Хаман - Хајко Шафарцик - Лука Штајгер - Владимир Штимац |

## Познатији тренери
- Светислав Пешић
- Емир Мутапчић
- Александар Ђорђевић
- Дејан Радоњић
- Андреа Тринкијери